# Riot on Set
A Riot on Set a Totál Dráma Akció című kanadai animációs sorozatnak a harmadik epizódja. Eredeti premierje 2009. január 25-én volt. Magyarországon a premier 2009. szeptember 24-én volt.

## Leírás
Chris hajnali négykor kelt mindenkit, majd Gwen és Trent csapatot választanak. A két csapat neve: Főkusz Pullerek, és Kamera Manok. Az a feladat, hogy össze kell állítani egy filmforgatási helyszínt a hegy tetején. Mindenki egyszerűen felviszi a kellékeket, de a végén minden csapatnak fel kell még vinnie egy-egy lakókocsit. Trent csapatának ez is egyszerű: Kaleidoszkóp azt mondja Owennek, hogy ha felhúzza a lakókocsit a hegyre, fent annyit ehet, amennyit akar. Beth eljátssza a pompomlány szerepét, ezzel biztatva Owent. A Séf alkut köt DJ-jel. Ő férfit farag DJ-ből, és eljuttatja a játék végéig, de cserébe Dj-nek, ha nyer, oda kell adnia a Séfnek a nyeremény felét.
De ez csak a próba első fele. A második az, hogy az összerakott helyszínen elő kell adni egy színdarabot. Gwen csapatának gengszteres, Trent csapatának egy öregasszonyos filmet kell előadniuk. Az nyer, aki könnyt tud kicsalni a séf szeméből. De a Séf véletlenül összekeveri a két csapat színdarabjának forgatókönyvét. Gwen csapatában Duncan játssza a gengsztert, és olyan meghatóan játssza az öregasszony kecsés szerepét, hogy Heather, LeShawna, sőt, Séf és Chris is elkezd sírni. Chris ezért leállítja a színdarabot, és kijelenti, hogy ők nyertek. Végül Kaleidoszkóp esik ki, mert rosszul játszotta az öregasszony szerepét.

## Státusz
| #        | Helyezés |
| -------- | -------- |
| Gwen     | Nyer     |
| Trent    | Veszít   |
| Leshawna | Nyer     |
| Heather  | Nyer     |
| Owen     | Veszít   |
| DJ       | Nyer     |
| Duncan   | Nyer     |
| Beth     | Veszít   |
| Harold   | Nyer     |
| Justin   | Utolsó   |
| Lindsay  | Utolsó   |
| Izzy     | Kiesik   |

## Lásd még
- Totál Dráma Akció
- A Totál Dráma epizódjainak listája